# Port lotniczy Juan Manuel Gálvez
Port lotniczy Juan Manuel Galvez (IATA: RTB, ICAO: MHRO) – międzynarodowy port lotniczy zlokalizowany na honduraskiej wyspie Roatán, w mieście Roatán.

## Linie lotnicze i połączenia

### Międzynarodowe
- Continental Airlines (Houston-Intercontinental, Newark [Seasonal])
- Delta Air Lines (Atlanta)
- TACA (Houston-Intercontinental, Miami, San Pedro Sula, San Salvador)
- Blue Panorama Airlines (Milan) [charter]
- Skyservice (Toronto-Pearson) [sezonowy]
- Transportes Aereos Guatemaltecos (Gwatemala)

### Krajowe
- Atlantic Airlines de Honduras (La Ceiba, Utila, Guanaja, San Pedro Sula, Tegucigalpa, Belize, Gran Cayman, Managua)
- Aerolineas Sosa (La Ceiba, Tegucigalpa, San Pedro Sula)
- Islena Airlines (La Ceiba, Tegucigalpa)